# 莫兰 (马恩省)
莫兰（法語：Moslins，法語發音：[molɛ̃]）是法国马恩省的一个市镇，位于该省西部，属于埃佩尔奈区。

## 地理
莫兰（48°58'5"N, 3°55'32"E）面积11.72 平方千米，位于法国大東部大區马恩省，该省份为法国东北部内陆省份，北起阿登省，西北接埃纳省，西南接塞纳-马恩省，南至奥布省，东南接上马恩省，东临默兹省。
与莫兰接壤的市镇（或旧市镇、城区）包括：芒西、沙尔特赖、格罗沃、蒙莫尔-吕西、莫朗日斯、维莱欧布瓦、布朗科托。

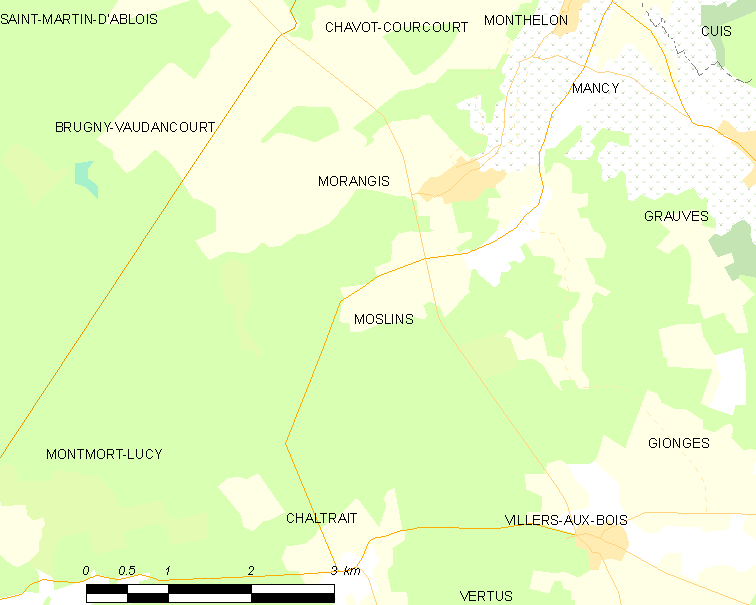
的OSM定位图

莫兰的时区为UTC+01:00、UTC+02:00（夏令时）。

## 行政
莫兰的邮政编码为51530，INSEE市镇编码为51387。

## 政治
莫兰所属的省级选区为韦尔蒂-香槟平原县。

## 人口

1962-2008年间人口变化图示

莫兰于2022年1月1日时的人口数量为285人。